# Villa De Vecchi
Villa De Vecchi è una villa del XIX secolo situata a Cortenova, un paese in provincia di Lecco. Negli anni post costruzione fu un edificio molto curato con annesso un grande giardino. Col passare degli anni, a causa dell'abbandono e di molti vandalismi, la villa ha perso il suo fascino iniziale.

## La storia della villa
La Villa De Vecchi, soprannominata Casa Rossa per via del suo originario colore, fu voluta da Felice De Vecchi, uno dei protagonisti del Risorgimento italiano, che fu a capo della Guardia nazionale italiana e partecipò alle Cinque giornate di Milano. L'edificio fu progettato dall'architetto cremonese Alessandro Sidoli (1812-1855); i lavori, iniziati nel 1854, terminarono nel 1858 dopo la sua prematura scomparsa.
Spettacolari erano gli arredamenti: De Vecchi aveva infatti una grande passione per l'oriente e aveva arredato  la villa con molti oggetti provenienti da varie parti del mondo. Oltre alle molte suppellettili collocate nei tre piani che la compongono, la villa aveva un parco annesso, contenente un grande giardino esterno con, a quanto pare, una fontana oggi misteriosamente scomparsa.
La villa venne del tutto abbandonata nel 1938 dagli eredi della Famiglia De Vecchi; negli anni successivi fu abitata da alcuni sfollati, poi nel 1959 la tenuta venne acquistata dai Medici di Marignano.
All'inizio degli anni ottanta, il complesso venne rilevato da alcune famiglie di imprenditori locali. Nel frattempo la villa venne depredata della mobilia e vandalizzata. Ormai da decenni si trova in uno stato di abbandono; con il passare degli anni sono nate leggende su fantasmi e presenze soprannaturali. Inoltre, le foto della villa sono state pubblicate sul sito internet statunitense Buzzfeed, su buzzfeed.com., che vanta circa 40 milioni di letture al mese, vicino ad altre sei case stregate scelte tra quelle di tutto il mondo. L'edificio è situato sui monti Valsassinesi ed è conosciuta localmente come "la Villa dei Fantasmi" dato che alcuni presumono che nell'edificio abbandonato abbia avuto luogo un omicidio.

## Architettura
L'architetto che progettò la villa, Alessandro Sidoli, morto in giovane età, fu un importante esponente dell'architettura eclettica. Felice de Vecchi, aveva compiuto numerosi viaggi, specie in Europa: perciò, nello stile architettonico della villa si possono individuare numerose contaminazioni di architetture come quella bulgara, moresca o rumena. L'edificio, malgrado sia ridotto ad un rudere, vanta mura solide e di rilevante spessore, tipiche della tradizione ottocentesca: pertanto è destinato a permanere ancora a lungo, nonostante l'usura del tempo e degli agenti atmosferici.
In architettura l'eclettismo definisce quelle architetture legate ad una concezione storicistica dell'architettura da un lato e che nel contempo tendono ad un'unità sincretica, con la mescolanza di elementi ripresi da diversi movimenti storici ma anche esotici e contemporanei. Le prime manifestazioni si verificarono nell'Inghilterra settecentesca e perdurarono per tutto l'Ottocento e parte del Novecento. Assimilabili a questo filone anche alcune sperimentazioni della corte dei Borboni di Napoli che a Palermo, nel periodo del rifugio dalla Repubblica Napoletana del 1799, come nella Palazzina Cinese.
Nelle manifestazioni dell'eclettismo del primo ottocento le forme riprese erano in generale quelle classiche. Infatti si sviluppò principalmente l'Architettura neoclassica che si manifestò con il recupero di concetti e forme del classicismo greco (architettura neogreca), del Rinascimento (architettura neorinascimentale) e del Barocco (architettura neobarocca). Nei decenni successivi si svilupparono delle tendenze di recupero dell'architettura medievale che si manifestò con l'Architettura neogotica, neoromanica e neobizantina. Verso la fine del XIX secolo e i primi del XX ebbero molto spazio i riferimenti alle architetture esotiche (soprattutto dell'Oriente) come l'Architettura neoegizia, l'Architettura islamica (Architettura neomoresca), ma anche l'architettura cinese e indiana.
Nel XX secolo si aggiungono anche caratteri stilistici dell'architettura modernista e dell'Art Nouveau. Il termine fu introdotto nel 1700 da Johann Joachim Winckelmann, teorico del neoclassicismo nelle arti figurative per indicare l'opera dei Carracci e la dottrina estetica da essi propugnata.

## Rimessa a nuovo futura
Durante gli ultimi anni ha avuto luogo una campagna di sensibilizzazione dell'opinione pubblica sulla villa, tenuta dal Fondo Ambiente Italiano in collaborazione con l'amministrazione comunale. Nel 2012 furono raccolte 250 firme che però non sono servite per la ristrutturazione della villa. I vecchi proprietari si erano disposti a cederla anche gratuitamente per riuscire a rivalorizzare la bellezza ormai perduta della villa. Il F.A.I. non può prendere in carico la situazione dato che servirebbero circa 6 milioni di euro per la ristrutturazione. Il futuro della villa pare molto incerto, dato che la Provincia di Lecco e la Sovrintendenza ai beni culturali hanno stabilito un pericolo alla parete della montagna limitrofa di tipo idrogeologico medio-alto, bloccando così, per il momento, ogni possibile intervento di restauro.

## Racconti popolari
Racconti popolari narrano che durante le notti del solstizio d'estate o quello d'inverno si possa sentire un lamento femminile proveniente dall'interno, forse dell'amante dello storico proprietario. Inoltre si racconta che la casa sia teatro di suicidi inspiegati. E' tramandata anche la leggenda del pianoforte: nelle ore notturne si udirebbe il suono di un pianoforte proveniente dalla sala, dove tuttora è presente un vecchio piano, ormai distrutto. Le voci che ruotano intorno a Villa De Vecchi però sono infondate: nella casa non sono mai avvenuti né omicidi, né morti misteriose, tanto meno messe sataniche. Oggi l'edificio risulta in uno stato di abbandono diventando pericolante e inagibile.